# Wanderer (Heaven Shall Burn)
Wanderer è l'ottavo album in studio del gruppo musicale tedesco Heaven Shall Burn, pubblicato nel 2016.

## Tracce
1. The Loss of Fury – 2:21
2. Bring the War Home – 4:20
3. Passage of the Crane – 3:57
4. They Shall Not Pass – 5:33
5. Downshifter – 5:59
6. Prey to God (feat. George Fisher) – 3:08
7. Agent Orange – 6:08 – Sodom cover; bonus track - Edizione deluxe
8. My Heart Is My Compass – 1:10
9. Save Me – 4:57
10. Corium – 5:28
11. Extermination Order – 3:20
12. A River of Crimson – 4:28
13. The Cry of Mankind – 7:35 – My Dying Bride cover
14. Battle of Attrition – 3:48 – bonus track - Ed. Ltd. Deluxe

Too Good to Steal From Edition (CD Bonus)
1. Whatever That Hurts – 6:02 – Tiamat cover
2. Valhalla (feat. Hansi Kürsch) – 5:30 – Blind Guardian cover
3. Black Tears – 3:06 – Edge of Sanity cover
4. European Super State (feat. Katharina Radig) – 4:32 – Killing Joke cover
5. Straßenkampf (feat. Patrick Schleitzer) – 2:02 – Die Skeptiker cover
6. Nowhere – 2:27 – Therapy? cover
7. True Belief – 4:31 – Paradise Lost cover
8. Not My God – 3:55 – Hate Squad cover
9. Destroy Fascism – 1:55 – Endstand cover
10. Dislocation – 3:35 – Disembodied cover
11. Auge um Auge (feat. Mille Petrozza) – 2:52 – Dritte Wahl cover
12. Downfall of Christ – 3:11 – Merauder cover
13. River Runs Red – 1:51 – Life of Agony cover

## Formazione
Heaven Shall Burn
- Marcus Bischoff – voce
- Alexander Dietz – chitarra
- Maik Weichert – chitarra
- Eric Bischoff – basso
- Christian Bass – batteria

Altri musicisti
- René Liedtke – chitarra, voce
- George "Corpsegrinder" Fisher – voce (traccia 6)
- Aðalbjörn Tryggvason – voce (13)
- Nick Hipa – chitarra (9)
- Frank Blackfire – chitarra (7)